# 21. јануар
21. јануар је двадесет први дан у години у Грегоријанском календару. 344 дана (345 у преступним годинама) остаје у години после овог дана.

## Догађаји
- 763 — Абасидски халифат је угушио Алидску побуну када је један од вођа побуне смртно рањен у бици код Басре.
- 1276 — Папа Иноћентије V је наследио Гргура X као 185. римски папа.
- 1525 — Започео је анабаптистички покрет када су његови оснивачи Конрад Гребел, Феликс Манц и Јерг Блаурок поново крстили један другог и своје следбенике у Цириху јер су сматрали да је хришћанска пракса крштења деце неважећа јер деца не могу да бирају своју веру.
- 1720 — Шведска и Пруска су потписале Стокхолмски мир.
- 1793 — Гиљотинирањем је погубљен Луј XVI, након што га је два дана раније Национални конвент прогласио кривим за издају.
- 1840 — Жил Димон д'Ирвил је открио Аделину земљу.
- 1911 — У Монте Карлу одржан први ауто-рели.
- 1919 — У Даблину конгрес партије Шин Фејн усвојио резолуцију о независности Ирске. Велика Британија није признала тај акт и дала Ирској статус доминиона 1921. Самосталност Ирске признала 1949, али без Северне Ирске.
- 1925 — Албанија је прогласила себе републиком.
- 1936 — Едвард VIII постао краљ Уједињеног Краљевства после смрти оца Џорџа V, а абдицирао је у децембру исте године да би могао да се ожени Американком Волис Симпсон.
- 1942 —
  - Немачке снаге под командом Ервина Ромела почеле контраофанзиву против савезничке војске под британском командом у северној Африци у Другом светском рату.
  - Мађарски војници у Другом светском рату у Новом Саду спровели рацију и у наредна два дана убили и бацили у Дунав 1.300 новосадских Јевреја, Срба и Рома.
- 1954 — САД поринуле прву подморницу на атомски погон „УСС Наутилус“.
- 1968 — Почела је битка за Ке Сан у Вијетнамском рату.
- 1968 — Амерички бомбардер Боинг B-52 који је носио 4 хидрогенске бомбе се срушио на Гренланду.
- 1976 —
  - Два англо-француска „конкорда“ истовремено полетела из Париза и Лондона на првим редовним путничким линијама тог суперсоничног авиона.
  - У СССР први пут дозвољена продаја западних листова, међу којима „Њујорк тајмс“ и „Фајненшенел тајмс“.
- 1986 — У експлозији аутомобила-бомбе у источном Бејруту у близини седишта хришћанске партије Фаланга председника Либана Амина Џемаила, погинуле 22 особе, 102 повређене.
- 1993 — Хрватске снаге напале територију Републике Српске Крајине у зонама под заштитом Уједињених нација у намери да заузму Масленички мост, аеродром „Земуник“ код Задра и брану Перућа.
- 1997 — Канцелар Немачке Хелмут Кол и премијер Чешке Вацлав Клаус потписали декларацију о помирењу у којој је Немачка изразила жаљење због нацистичке окупације Чехословачке, од 1938. до 1945, а Чешка због протеривања Немаца из Судетске области после Другог светског рата.
- 1998 —
  - На позив кубанског председника Фидела Кастра папа Јован Павле II почео петодневну историјску посету тој комунистичкој земљи.
  - У Босни и Херцеговини представљена конвертибилна марка, нова заједничка монета за оба ентитета, Федерацију БиХ и Републику Српску.
- 2000 — Први официри Косовског заштитног корпуса положили заклетву у Приштини. КЗК формиран трансформацијом ОВК који је од 1996. вршио оружане нападе на полицијске станице Министарства унутрашњих послова Србије на Косову и Метохији, а током 1998. и 1999. ушао у отворен сукоб са српским снагама безбедности. Срби са Косова и Метохије одбили да уђу у КЗК.
- 2007 — Одржани су ванредни избори за Скупштину Србије.
- 2021 — Тероризам: У бомбашком нападу на једну пијацу у Багдаду погинуле су најмање 32 особе.

## Рођења
- 1790 — Димитрије Фрушић, српски лекар и новинар. (прем. 1838)[1]
- 1845 — Хариет Бакер, норвешка сликарка. (прем. 1932)[2]
- 1861 — Ђорђе Јовановић, српски вајар. (прем. 1953)[3]
- 1868 — Феликс Хофман, немачки хемичар. (прем. 1946)[4]
- 1881 — Иван Рибар, хрватски и југословенски политичар, учесник Народноослободилачке борбе и јунак социјалистичког рада. (прем. 1968)[5]
- 1895 — Кристобал Баленсијага, шпански модни креатор. (прем. 1972)[6]
- 1905 — Кристијан Диор, француски модни креатор. (прем. 1957)[7]
- 1909 — Тодор Скаловски, македонски композитор и диригент. (прем. 2004)[8]
- 1909 — Теофило Спасојевић, српски фудбалер. (прем. 1970)[9]
- 1916 — Пјетро Рава, италијански фудбалер. (прем. 2006)[10]
- 1922 — Тели Савалас, амерички глумац. (прем. 1994)[11]
- 1922 — Пол Скофилд, енглески глумац. (прем. 2008)[12]
- 1923 — Лола Флорес, шпанска певачица, играчица и глумица. (прем. 1995)[13]
- 1924 — Бени Хил, енглески комичар, глумац и певач. (прем. 1992)[14]
- 1941 — Пласидо Доминго, шпански оперски певач.[15]
- 1942 — Илија Лукић, српски фудбалер и фудбалски тренер. (прем. 2018)[16]
- 1953 — Пол Ален, амерички предузетник, суоснивач Мајкрософта. (прем. 2018)[17]
- 1956 — Џина Дејвис, америчка глумица.[18]
- 1958 — Мајкл Винкот, канадски глумац.
- 1960 — Бајро Жупић, српски фудбалер.[19]
- 1961 — Халид Муслимовић, босанскохерцеговачки певач.[20]
- 1961 — Иво Пуканић, хрватски новинар. (прем. 2008)
- 1963 — Хаким Олајџувон, нигеријско-амерички кошаркаш.[21]
- 1963 — Детлеф Шремпф, немачки кошаркаш и кошаркашки тренер.[22]
- 1964 — Жерал Паси, француски фудбалер.[23]
- 1964 — Александар Шоштар, српски ватерполо голман.[24]
- 1967 — Алфред Јерманиш, словеначки фудбалер.[25]
- 1969 — Карина Ломбард, француско-америчка глумица и модел.[26]
- 1970 — Ален Бокшић, хрватски фудбалер.[27]
- 1972 — Кет Пауер, америчка музичарка, глумица и модел.[28]
- 1975 — Оливер Дулић, српски политичар, хирург и ватерполиста.[29]
- 1976 — Ема Бантон, енглеска музичарка, глумица и радио и ТВ водитељка, најпознатија као чланица групе -Spice Girls}-.[30]
- 1976 — Наташа Марковић, српска глумица[31]
- 1978 — Едита Маловчић, аустријска певачица и глумица бошњачког порекла.[32]
- 1981 — Иван Ергић, српски фудбалер.[33]
- 1982 — Никола Маи, француски тенисер.[34]
- 1983 — Саша Стојановић, српски фудбалер.[35]
- 1984 — Дејан Миловановић, српски фудбалер.[36]
- 1986 — Мајк Тејлор, амерички кошаркаш.[37]
- 1988 — Немања Томић, српски фудбалер.[38]
- 1989 — Догуш Балбај, турски кошаркаш.[39]
- 1989 — Хенрих Мхитарјан, јерменски фудбалер.[40]
- 1992 — Марија Вуковић, црногорска атлетичарка.[41]
- 1994 — Лора Робсон, енглеска тенисерка.[42]
- 1996 — Алдо Калулу, француско-конгоански фудбалер.
- 2001 — Џексон Брандиџ, амерички глумац.[43]

## Смрти
- 1793 — Луј XVI, француски краљ. (рођ. 1754)[44]
- 1851 — Алберт Лорцинг, немачки композитор, певач и диригент. (рођ. 1801)[45]
- 1894 — Војислав Илић, српски песник, утемељивач реализма у српској поезији (рођ. 1862)[46]
- 1924 — Владимир Лењин, вођа Октобарске револуције 1917, творац совјетске Русије. (рођ. 1870)[47][48]
- 1926 — Камило Голђи италијански научник и лекар, добитник Нобелове награде за физиологију и медицину. (рођ. 1843)[49]
- 1938 — Жорж Мелијес, који се сматра првим филмским режисером и првим синеастом. (рођ. 1861)[50]
- 1950 — Џорџ Орвел, британски писац-сатиричар. (рођ. 1903)[51]
- 1957 — Петар Крстић, српски композитор, диригент и музички педагог. (рођ. 1877)[52]
- 1959 — Сесил Блаунт де Мил, амерички филмски режисер и продуцент. (рођ. 1881)[53]
- 2002 — Пеги Ли, легенда џез и поп-музике. (рођ. 1920)[54]
- 2006 — Ибрахим Ругова, лидер косовских Албанаца. (рођ. 1944)[55]
- 2015 — Кемал Монтено, босанскохерцеговачки кантаутор, текстописац, композитор и шансоњер. (рођ. 1948)[56]
- 2019 — Исмаил Мачев, југословенски атлетичар. (рођ. 1960)[57]
- 2019 — Емилијано Сала, аргентински фудбалер. (рођ. 1990)[58]
- 2019 — Мирослав Прокопијевић, српски економиста. (рођ. 1953)[59]

## Празници и дани сећања
- Српска православна црква слави[60]:
  - Свете мученике Јулијана и Василису
  - Преподобног Георгија Хозевита
  - Свету Домнику
  - Светог Григорија епископа охридског
  - Свештеномученика Картерија
  - Свете мученике Теофила ђакона и Еладија мирјанина
  - Светог Илију пустињака
  - Преподобног Григорија Охридског
  - Спомен светих мученика Келсија, Антонија, Анастасија, Мариониле, седморо дечака и двадесет војника
  - Светог Кира, патријарха Цариградског
  - Светог Атика, патријарха Цариградског
  - Светог Агатона
  - Светог мученика Абу
  - Свету мученицу Партену
  - Свештеномученика Исидора и осталих 72 с њим
  - Светог Макарија Макриса
  - Преподобног Теодора